# Nick Flynn
Pour les articles homonymes, voir Flynn.
Nick Flynn, né le 26 janvier 1960 à Scituate dans le Massachusetts, est un écrivain, dramaturge et poète américain. Son dernier livre publié est The Reenactments, dans lequel il raconte son expérience lors de la réalisation de Monsieur Flynn (Being Flynn), film sortie le 2 mars 2012, qui est basé sur son premier livre intitulé Encore une nuit de merde dans cette ville pourrie (Another Bullshit Night in Suck City: A Memoir, 2004).

## Biographie
Il est élevé par sa mère, seule, à Scituate, une banlieue de Boston où il est né. Son père, Jonathan, un alcoolique, a exercé de petits métiers avant de passer plusieurs années en prison pour avoir tenté d'encaisser des chèques falsifiés.
À 27 ans, Nick Flynn rencontre par hasard son père, devenu un sans-abri, dans une rue de Boston. Il est revenu sur sa relation avec celui-ci, et sur le suicide de sa mère, dans un premier livre de mémoires intitulé Encore une nuit de merde dans cette ville pourrie (Another Bullshit Night in Suck City: A Memoir, 2004). Il a depuis publié deux autres livres de mémoires où il s'interroge sur la place de l'enfant dans la famille.
Dès l'an 2000, il fait paraître des recueils de poésie, ayant obtenu une bourse d'écriture du Fine Arts Work Center de Provincetown, Massachusetts. Il reçoit une Bourse Guggenheim l'année suivante et déménage à New York pour poursuivre sa maîtrise en création littéraire à l'Université de New York. Il a été membre du projet d'écriture de l'Université Columbia, où il été enseignant, en plus d'être un consultant auprès des écoles publiques de New York. Il enseigne ensuite la création littéraire à l'Université de Houston.

## Œuvre

### Recueils de poésie
- (en) Some Ether: Poems, 2000
- (en) Blind Huber: Poems, 2002
- (en) The Captain Asks for a Show of Hands, 2011

### Mémoires
- Encore une nuit de merde dans cette ville pourrie[1], Gallimard, 2006 ((en) Another Bullshit Night in Suck City: A Memoir, 2004)  (ISBN 2-07-077340-X)
- Contes à rebours, Gallimard, 2012 ((en) The Ticking Is the Bomb: A Memoir, 2010)  (ISBN 978-2-07-013102-0)
- Reconstitutions, Gallimard, 2015 ((en) The Reenactments: A Memoir, 2013)  (ISBN 978-2-07-014405-1)